# Bulak, Trabzon
Bulak là một xã thuộc huyện Trabzon, tỉnh Trabzon, Thổ Nhĩ Kỳ. Dân số thời điểm năm 2011 là 784 người.